# Assedio di Modena (218 a.C.)
L'assedio di Modena del 218 a.C. costituisce uno dei primi episodi della seconda guerra punica. La diplomazia di Annibale nella Gallia cisalpina spinse i Galli Boi e Insubri alla rivolta. Questi scacciarono i coloni da Piacenza (Placentia) e li spinsero fino a Modena (Mutina) che venne assediata, e poco ci mancò che non fosse occupata.

## Contesto storico
L'imperialismo romano portò le sue armate per la prima volta a nord del Po a partire dal 224 a.C.. La lunga resistenza delle tribù galliche, specialmente dei Boi, ci fa capire quanto siano state dure le guerre condotte in questi e nei successivi anni. I comandanti di quell'anno erano i due consoli Tito Manlio Torquato e Quinto Fulvio Flacco.
Questa nuova offensiva romana fu la naturale reazione all'invasione gallica che portò alla battaglia di Talamone (225 a.C.). Subito dopo i Romani attraversarono gli Appennini e si riversarono nei territori dei Boi. Gli anni successivi videro i consoli Gaio Flaminio Nepote e Publio Furio Filo (223 a.C.) battere gli Insubri ed ottenere un trionfo De Galleis, sebbene a Flaminio venne rifiutato per questioni religiose e politiche. Nel 222 a.C. vi furono poi la vittorie romana decisiva di Clastidium (222 a.C.) e la presa della capitale insubre di Mediolanum (Milano).
Per consolidare il proprio dominio Roma creò le colonie di Placentia, nel territorio dei Boi, e Cremona in quello degli Insubri. I Galli dell'Italia settentrionale si ribelleranno nuovamente in seguito alla discesa di Annibale.

## Casus belli
Quando giunse la notizia che Annibale era ormai partito per invadere l'Italia, i Galli Boi, dopo aver istigato anche gli Insubri, si ribellarono poiché, come sostiene Tito Livio, non avevano sopportato che fossero state fondate sul territorio gallico nei pressi del fiume Po le colonie latine di Placentia e Cremona.
Essi decisero di assalire quei territori improvvisamente, generando non solo terrore e scompiglio nelle popolazioni coloniche appena insediate, ma anche nei triumviri romani che erano venuti a distribuire i campi. Essi non fidandosi delle opere difensive di Placentia, preferirono rifugiarsi a Mutina (Modena).

## L'assedio
Una volta assediati a Mutina, i Galli, che erano inesperti nell'arte di assediare, stando «accampati pigri ed inerti sotto le mura» della città, finsero di trattare la pace. Livio racconta che i capi Galli invitarono gli ambasciatori romani per un colloquio, ma dopo averli fatti prigionieri, violando ogni genere di «diritto delle genti», si rifiutarono di liberarli se non fossero stati loro restituiti gli ostaggi.
Quando queste notizie giunsero al pretore Lucio Manlio Vulsone, preso dall'ira condusse il proprio esercito in modo disordinato nei pressi della città, attorno alla quale si stendevano numerose selve. Egli preso alla sprovvista dai Galli, non avendo per incuria esplorato il territorio preventivamente ed adeguatamente, a stento riuscì a rifugiarsi in campo aperto, subendo numerose perdite.
Posti e fortificati allora i propri accampamenti, riprese coraggio per quanto avesse subito perdite per [500-1 000 uomini]. Quando riprese la marcia, l'esercito romano incontrò nuove selve. Ancora una volta i Galli attaccarono, questa volta la retroguardia, e compiendo nuovamente grande strage: 700 furono le vittime romane e sei insegne catturate.
Giunti nuovamente in una piana, i Romani si rifugiarono nel vicino villaggio di Tannetum, nei pressi del Po. Qui fortificarono nuovamente il campo e provvidero al trasporto delle proprie vettovaglie sulle acque del fiume, grazie all'aiuto dei Galli Cenomani e degli abitanti di Brixia.

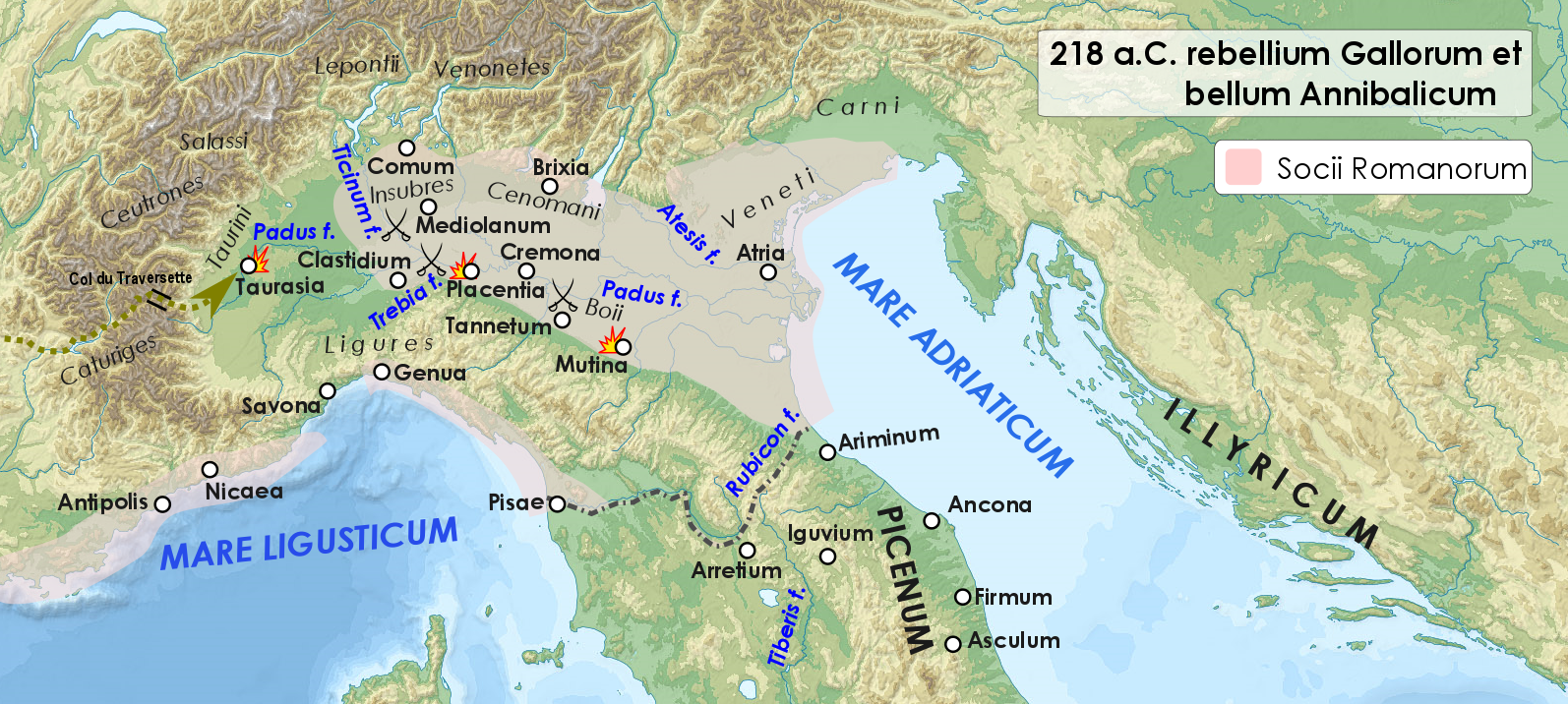
La Gallia cisalpina, teatro delle operazioni dell'autunno del 218 a.C.: dalla rivolta dei Boii con l'assedio di Mutina, alle vittorie di Annibale al Ticino e alla Trebbia.

## Conseguenze
Non appena giunse la notizia dell'improvvisa rivolta dei Galli, il Senato decretò di inviare il pretore Gaio Atilio Serrano con una legione e 5 000 alleati (= un'ala), che erano stati da poco arruolati dal console P. Cornelio Scipione. Così Atilio giunse a Tannetum senza essere attaccato, poiché i Galli si erano ritirati per la paura.